# ТЕС Омоку
5°23′24.0″ пн. ш. 6°39′47.5″ сх. д. / 5.390000° пн. ш. 6.663194° сх. д.
ТЕС Омоку — теплова електростанція в Нігерії у південному штаті Ріверс, розташована за 70 км на північний захід від його столиці міста Порт-Гаркорт.
Електростанцію, введену в експлуатацію у 2006—2007 роках, розташували поруч з можливим джерелом палива — центральною процесинговою установкою Obi Obi Oil Extraction Plant, яка обслуговує місцеві нафтові родовища. Тут встановили шість газових турбін італійської компанії Nuovo Pignone типу MS5001 PA з одиничною потужністю 25 МВт.
Видача продукції відбувається по ЛЕП, що працює під напругою 132 кВ.
Можливо відзначити, що поряд ведеться спорудження більш потужної газотурбінної станції Омоку II, котра є однією з 10, що входять до плану федерального уряду Нігерії National Integrated Power Projects.